# Himalaya-toren

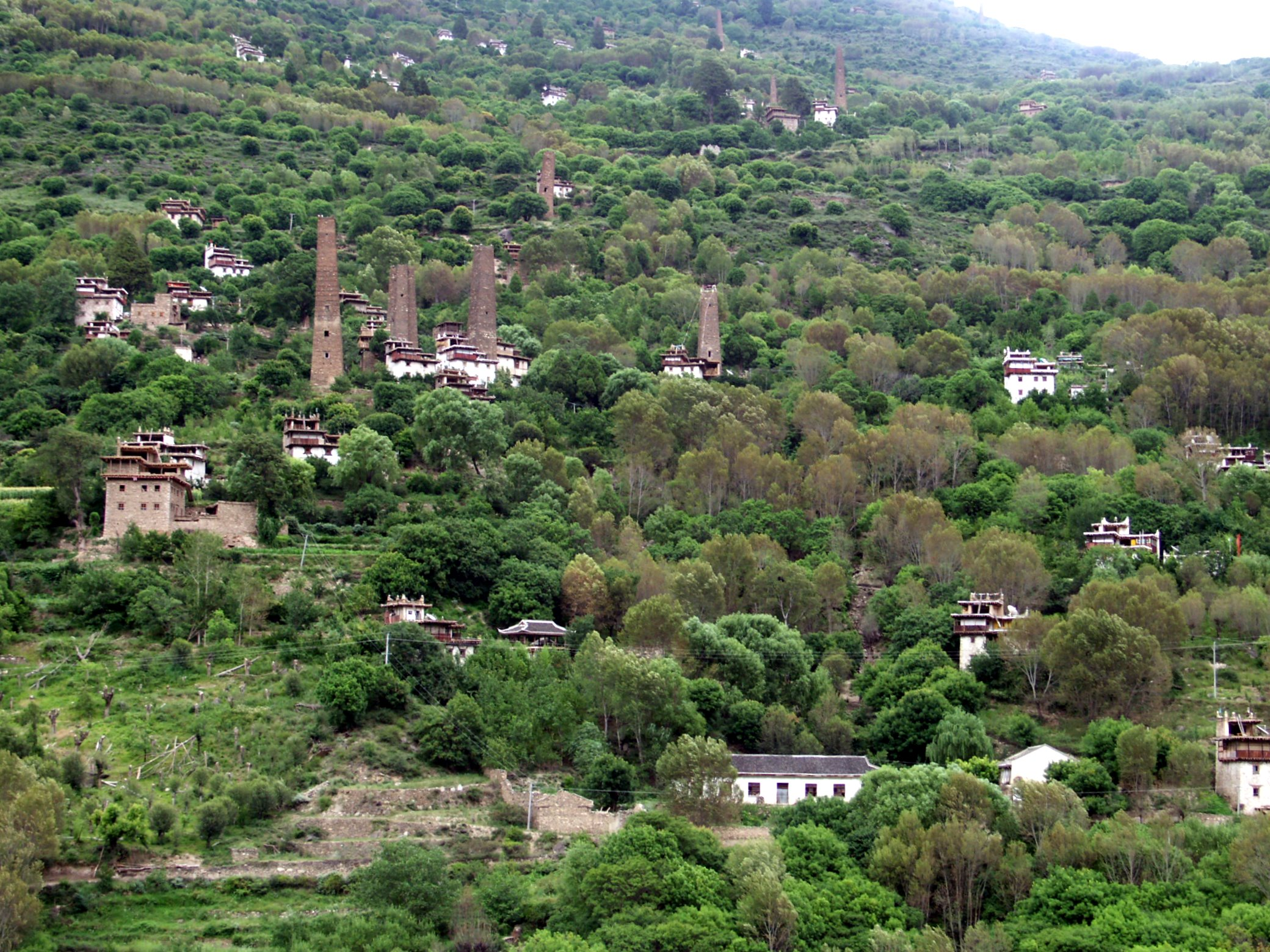
Himalaya-toren in Danba, Sichuan

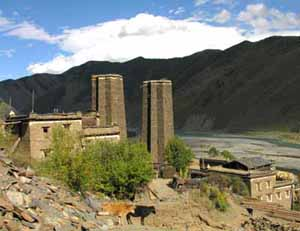
Verdedigingstorens in Minyag, het klovenrijke gebied van de Gyarong

Een Himalaya-toren is een stenen monument dat voornamelijk in Tibet voorkomt, vaak gegroepeerd met andere torens. Ze werden gebouwd rond de 10e tot 14e eeuw en komen voor in de regio's Qiangtang, Gyalrong, Miniak en Kongpo, een gebied ter grootte van tien maal de Benelux. De Himalaya-torens werden intensief onderzocht door de Franse tibetoloog Frederique Darragon.
De torens komen zowel in steden voor als in onbewoonde delen. Ze zijn voor het eerst beschreven tijdens de Ming-dynastie (1368-1644).
De torens zijn gebouwd in een driehoekige vorm, waardoor ze sterker zijn dan bijvoorbeeld een rechthoekige vorm. Dezelfde bouwstijl wordt ook voor andere gebouwen gebruikt in dit gebied, dat vaak door aardbevingen getroffen wordt. De hoogte van de torens reikt soms tot 60 meter.
Aangezien ze in het algemeen worden aangetroffen in welvarende steden, wordt ervan uitgegaan dat het tonen van de welvaart en prestige van een familie binnen een gemeenschap de belangrijkste functie van de torens was. In die tijd werd rijkdom vooral verworven door de handel met Mongolen.